# Hòa An, Cần Thơ
Hòa An là một xã thuộc thành phố Cần Thơ, Việt Nam.

## Địa lý
Xã Hòa An có vị trí địa lý:
- Phía đông giáp các xã Hiệp Hưng, Phụng Hiệp, Tân Bình
- Phía tây giáp phường Long Bình
- Phía nam giáp xã Phương Bình
- Phía bắc giáp xã Vĩnh Tường.

Xã Hòa An có diện tích 61,62 km², dân số năm 2024 là 32.937 người, mật độ dân số đạt 534 người/km².

## Lịch sử
Năm 1966, sáp xã Hòa An thuộc huyện Long Mỹ vào huyện Phụng Hiệp quản lý.
Ngày 20 tháng 9 năm 1975, Bộ Chính trị ban hành Nghị quyết số 245-NQ/TW về việc hợp nhất tỉnh Cần Thơ (ngoại trừ huyện Thốt Nốt), tỉnh Sóc Trăng, tỉnh Trà Vinh, tỉnh Vĩnh Long thành một tỉnh, tên gọi tỉnh mới cùng với nơi đặt tỉnh lỵ sẽ do địa phương đề nghị lên.
Ngày 20 tháng 12 năm 1975, Bộ Chính trị ban hành Nghị quyết số 19/NQ về việc hợp nhất tỉnh Cần Thơ (bao gồm cả huyện Thốt Nốt của tỉnh Long Xuyên), tỉnh Sóc Trăng thành một tỉnh mới, tên gọi tỉnh mới cùng với nơi đặt tỉnh lỵ sẽ do địa phương đề nghị lên.
Ngày 24 tháng 2 năm 1976, Chính phủ Cách mạng lâm thời Cộng hòa miền Nam Việt Nam ban hành Nghị định số 3/NQ/1976 về việc hợp nhất tỉnh Cần Thơ, tỉnh Sóc Trăng và thành phố Cần Thơ thành một tỉnh mới, lấy tên là tỉnh Hậu Giang.
Ngày 21 tháng 4 năm 1979, Hội đồng Chính phủ ban hành Quyết định số 174-CP về việc chia xã Hòa An thuộc huyện Phụng Hiệp thành 3 xã: Hòa An, Hòa Lộc, Hòa Lợi.
Ngày 26 tháng 12 năm 1991, Quốc hội ban hành Nghị quyết về việc chia tỉnh Hậu Giang thành tỉnh Cần Thơ và tỉnh Sóc Trăng.
Ngày 4 tháng 8 năm 2000, Chính phủ ban hành Nghị định số 28/2000/NĐ-CP về việc thành lập thị trấn Kinh Cùng thuộc huyện Phụng Hiệp trên cơ sở 1.300 ha diện tích tự nhiên và 10.288 nhân khẩu của xã Hòa An.
Sau khi điều chỉnh địa giới hành chính xã Hòa An có 4.753 ha diện tích tự nhiên và 17.512 nhân khẩu.
Ngày 26 tháng 11 năm 2003, Quốc hội ban hành Nghị quyết số 22/2003/QH11 về việc chia tỉnh Cần Thơ thành thành phố Cần Thơ trực thuộc trung ương và tỉnh Hậu Giang.
Ngày 26 tháng 7 năm 2005, Chính phủ ban hành Nghị định số 98/2005/NĐ-CP về việc:
- Thành lập thị xã Tân Hiệp thuộc tỉnh Hậu Giang.
- Thị trấn Kinh Cùng và xã Hòa An thuộc huyện Phụng Hiệp.

Tính đến ngày 31/12/2024:
- Thị trấn Kinh Cùng có 6 ấp: 6, Hòa Bình, Hòa Long A, Hòa Long B, Hòa Phụng A, Hòa Phụng B.
- Xã Hòa An có 14 ấp: 1, 2, 3, 4, 5, 6, 7, 8, Bàu Môn, Hòa Đức, Hòa Phụng C, Hòa Quới A, Hòa Quới B, Xẻo Trâm.

Ngày 12 tháng 6 năm 2025, Quốc hội ban hành Nghị quyết số 202/2025/QH15 về việc sắp xếp đơn vị hành chính cấp tỉnh (nghị quyết có hiệu lực từ ngày 12 tháng 6 năm 2025). Theo đó, sáp nhập tỉnh Hậu Giang và tỉnh Sóc Trăng vào thành phố Cần Thơ.
Ngày 16 tháng 6 năm 2025:
- Quốc hội ban hành Nghị quyết số 203/2025/QH15[12] về việc Sửa đổi, bổ sung một số điều của Hiến pháp nước Cộng hòa xã hội chủ nghĩa Việt Nam. Theo đó, kết thúc hoạt động của đơn vị hành chính cấp huyện trong cả nước từ ngày 1 tháng 7 năm 2025.
- Ủy ban Thường vụ Quốc hội ban hành Nghị quyết số 1668/NQ-UBTVQH15[13] về việc sắp xếp các đơn vị hành chính cấp xã của thành phố Cần Thơ năm 2025 (nghị quyết có hiệu lực từ ngày 16 tháng 6 năm 2025). Theo đó, sáp nhập toàn bộ 12,27 km² diện tích tự nhiên và quy mô dân số là 10.994 người của thị trấn Kinh Cùng vào toàn bộ 49,35 km² diện tích tự nhiên và quy mô dân số là 21.943 người của xã Hòa An thuộc huyện Phụng Hiệp, tỉnh Hậu Giang.

Xã Hòa An có 61,62 km² diện tích tự nhiên và quy mô dân số là 32.937 người.

## Xã hội
Xã Hòa An có khuôn viên khu Hòa An có trường Đại học Cần Thơ – một cơ sở giáo dục bậc cao có uy tín học thuật hàng đầu tại đồng bằng sông Cửu Long.